# Guido Ceronetti
Guido Ceronetti (né le 24 août 1927 à Andezeno dans la province de Turin au Piémont et mort à Cetona dans la province de Sienne le 13 septembre 2018) est un poète, penseur, journaliste, dramaturge et marionnettiste italien.

## Biographie
Guido Ceronetti est né le 24 août 1927 à Andezeno dans la province de Turin.
Humaniste et d'une immense érudition, Guido Ceronetti commence dès 1945 à écrire pour divers journaux italiens. À partir de 1972, il collabore notamment régulièrement au quotidien national La Stampa.
En 1970, il crée le Teatro dei Sensibili, en compagnie de sa femme Erica Tedeschi, avec laquelle il monte des spectacles itinérants de marionette ideofore (« marionnettes idéophores »).
En 1994, l'Archivio Prezzolini de la Bibliothèque cantonale de Lugano accueille le « fonds Guido Ceronetti », qu'il qualifie ironiquement de « fonds sans fond ». Ce fonds rassemble en fait des matériaux riches et variés : œuvres éditées et œuvres inédites, manuscrits, cahiers de poésie et traductions, lettres, notes sur de multiples disciplines, ou encore sujets cinématographiques et radiophoniques. Il est également constitué de nombreux dessins d'artistes (dont certains étaient destinés au Teatro dei Sensibili), d'œuvres graphiques de Ceronetti lui-même, de collages et de cartes postales. Celles-ci ont fait l'objet d'une exposition, en 2000, intitulée Dalla buca del tempo : la cartolina racconta.
Guido Ceronetti est l'auteur de traductions italiennes importantes, que ce soit du latin (Martial, Catulle, Juvénal etc.) ou de l'hébreu ancien (Écriture sacrée).
Par un décret du président de la République italienne du 30 décembre 2008, publié au Journal officiel (G.U.) no 54 du 6 mars 2009, Guido Ceronetti s'est vu attribuer une rente exceptionnelle d'un montant annuel de dix-huit mille euros votée, au sens de la loi du 8 août 1985, no 440, en faveur des citoyens italiens qui ont « mérité de la Patrie » et qui se retrouvent dans un état de particulière nécessité.
Depuis une trentaine d'années, il avait choisi la Toscane pour passer la dernière partie de sa vie pour se consacrer principalement à l'écriture.
Il est mort à Cetona dans la province de Sienne des suites d'une bronchopneumonie le 13 septembre 2018.

## Œuvres
- I Salmi, Einaudi, 1967
- Poesie, frammenti, poesie separate, Einaudi, 1968
- Catullo Le poesie, Einaudi, 1969
- Difesa della luna e altri argomenti di miseria terrestre, Rusconi, 1971
- Libro di Giobbe, Adelphi, 1972
- Aquilegia, Rusconi, 1973
- Cantico dei cantici, Adelphi, 1975
- La carta è stanca, Adelphi, 1976
- Poesie per vivere e per non vivere, Einaudi, 1979
- Il silenzio del corpo. Materiali per studio di medicina, Adelphi, 1979
- Libro del Profeta Isaia, Adelphi, 1981
- La vita apparente, Adelphi, 1982
- Viaggio in Italia, Einaudi, 1983
- Albergo Italia, Einaudi, 1985
- Libro dei Salmi, Adelphi, 1985
- Come un talismano, Adelphi, 1986
- Compassioni e disperazioni, Einaudi, 1987
- Briciole di colonna, La Stampa, 1987
- Pensieri del tè, Adelphi, 1987
- Aquilegia. Favola sommersa, Einaudi, 1988
- L'occhiale malinconico, Adelphi, 1988
- Qohelet o l'Ecclesiaste, Einaudi, 1990
- La pazienza dell'arrostito, Adelphi, 1990
- Scavi e segnali, Tallone, 1991
- Libro del Profeta Isaia, Adelphi, 1992 (éd. revue et augm.)
- Viaggia, viaggia, Rimbaud, Il Melangolo, 1992
- D.D. Deliri Disarmati, Einaudi, 1993
- La iena di San Giorgio, Einaudi, 1994
- Tra pensieri, Adelphi, 1994
- La distanza. Poesie '46-'96, Rizzoli, 1996
- Cara incertezza, Adelphi, 1997
- Libro di Giobbe, Adelphi, 1997 (éd. revue)
- Lo scrittore inesistente, La Stampa, 1999
- La carta è stanca. Una scelta, Adelphi, 2000
- La fragilità del pensare, Rizzoli, 2000
- La vera storia di Rosa Vercesi e della sua amica Vittoria, Einaudi, 2000
- N.U.E.D.D. Nuovi Ultimi Esasperati Deliri Disarmati, Einaudi, 2001
- Messia, Edizioni Tallone, 2002
- Qohélet. Colui che prende la parola, versione e commenti, Adelphi, 2002
- Piccolo inferno torinese, Einaudi, 2003
- Siamo fragili. Spariamo poesia, Qiqajon, 2003
- Le marionette del Teatro dei Sensibili, Aragno, 2004
- Oltre Chiasso, Libreria dell'Orso, 2004
- La lanterna del filosofo, Adelphi, 2005
- Centoventuno pensieri del Filosofo Ignoto, La Finestra editrice, 2006
- Martial, Epigrammi, La Finestra editrice, 2007
- Rosa Vercesi, Einaudi, 2007
- Due cuori una vigna. Lettere ad Artura Bersano, Il Notes Magico, 2007
- Trafitture di tenerezza. Poesia tradotta 1963-2008, Einaudi, 2008
- Le ballate dell'angelo ferito, Il Notes Magico, 2009
- Insetti senza frontiere, Adelphi, 2009
- Ti saluto mio secolo crudele : mistero e sopravvivenza del XX secolo, illustr. G. Ceronetti et Laura Fatini, Einaudi, 2011
- In un amore felice : romanzo in lingua italiana, Adelphi, 2011
- Sono fragile sparo poesia, Einaudi, 2012.

### Œuvres traduites en français
- Le Silence du corps, trad. d'André Maugé, Paris, A. Michel, 1983, 239 p.
- L'Ecclésiaste : Qohélet, trad. de l'italien par Anna Devoto, Paris, EST, 1987, 125 p.
- Une Poignée d'apparences, trad. d'André Maugé, Paris, A. Michel, 1988, 261 p.
- Le Silence du corps, suivi d'une lettre à l'éditeur par Cioran, trad. d'André Maugé, Paris, Librairie générale française, 1988, 221 p.
- Le Lorgnon mélancolique, trad. d'André Maugé, Paris, A. Michel, 1990, 223 p.
- Le Cantique des Cantiques, trad. de l'italien par Anna Devoto et Danielle Van de Velde, Paris, EST, 1991, 103 p.
- Ce n'est pas l'homme qui boit le thé mais le thé qui boit l'homme, suivi d'un post-scriptum au Silence du corps, trad. d'André Maugé, Paris, A. Michel, 1991, 157 p.
- La Patience du brûlé : carnets de voyage, 1983-1987, trad. de Diane Ménard, Paris, A. Michel, 1994, 452 p.
- Un voyage en Italie, trad. d'André Maugé, Paris, A. Michel, 1996, 384 p.
- Albergo Italia, trad. de Jean-Paul Guibbert, Paris, Phébus, 2003, 268 p.
- Rosa Vercesi : Turin 1930, chronique d'un fait divers, trad. d'Olivier Favier, Marseille, Via Valeriano, 2004, 97 p.
- Petit enfer de Turin, trad. par Angela Guidi avec la collaboration de Vera Milan-Primevère, Paris, Fario, 2017, 144 p.

## Teatro dei Sensibili
Le Teatro dei Sensibili est un théâtre d'appartement, fondé en 1970 par Ceronetti et sa femme, Erica Tedeschi, à leur domicile, à Albano Laziale.
Réservé d'abord à quelques intimes du couple - parmi lesquels Eugenio Montale, Guido Piovene, Valentino Bompiani, Luis Buñuel et Federico Fellini -, le Teatro dei Sensibili est devenu au cours des années un théâtre itinérant, puis un théâtre public à partir de 1985. Le nom désigne plus largement la compagnie théâtrale.
Le théâtre de Ceronetti se caractérise de manière singulière sur la scène théâtrale italienne par l'usage qu'il fait de « marionnettes idéophores », auxquelles l'acteur (l'acteur-« sensible ») imprime leur mouvement. « Dare gioia è un mestiere duro » est la devise du Teatro dei Sensibili (« Donner de la joie est un rude métier »).

### Représentations d'appartement (1970-1981)
- La iena di San Giorgio, 1970
- Macbeth
- Lo Smemorato di Collegno
- I misteri di Londra, 1978
- Diaboliche imprese, trionfi e cadute dell'ultimo Faust, 1979
- Furori e poesia della rivoluzione francese, 1981

### Spectacles publics
- Omaggio a Luis Buñuel
- Mystic Luna Park, 1988
- La rivoluzione sconosciuta, 1989
- Viaggia, viaggia Rimbaud, 1991
- Per un pugno di yogurt, 1996
- Deliri disarmati, 1996
- Ceronetti Circus, 2001
- M’illumino di tragico, 2002
- Siamo fragili, spariamo poesia, Poggio a Caiano, 2008
- Strada Nostro Santuario, Poggio a Caiano, 2009